# Ipsibuffonella hyalina
Ipsibuffonella hyalina is een mosdiertjessoort uit de familie van de Buffonellidae. De wetenschappelijke naam van de soort is voor het eerst geldig gepubliceerd in 2005 door Branch & Hayward.